# サマー・デライト
サマー・デライトはノンアルコールカクテルの一種である。
名前の由来は英語で「夏の喜び」。

## レシピの例
材料
- ライムジュース - 30ml
- グレナデンシロップ - 20ml
- シュガーシロップ - 20ml
- ソーダ水 - 50ml

作り方
1. 材料をソーダ水以外の材料をゴブレットに入れる。
2. ゴブレットにソーダ水を注ぐ。